# XVI Стойкий Флавиев легион
XVI Стойкий Флавиев легион (лат. Legio XVI Flavia Firma) — римский легион эпохи империи.
Был сформирован в 70 году Веспасианом взамен XVI Галльского легиона. По всей видимости, он сразу был отправлен в Каппадокию. Принимал участие в римско-парфянских войнах. Позднее легион был переведён в Сирию.
Последние упоминания о легионе относятся к началу V века. Эмблемой XVI Стойкого Флавиева легион в более ранних исследованиях считали льва. Позже было выяснено, что это Пегас.

## История легиона
Бывший XVI Галльский легион, который был опозорен своим поведением во время Батавского восстания (69—70 годы), был воссоздан императором Веспасианом под названием XVI Стойкий Флавиев и отправлен в восточные провинции. Эта передислокация была своего рода наказанием, потому что солдаты XVI Галльского легиона происходили из Галлии на западе. Тем не менее, легионеры, должно быть, были рады, что они обошлись относительно мягким наказанием и не были с позором исключены из состава римской армии.
Веспасиан реорганизовал границу вдоль Евфрата (например, была присоединена Мелитена) и новый легион в течение некоторого времени размещался в Сатале на верхнем Евфрате на северо-востоке Каппадокии. Он оборонял этот участок, граничившей с Арменией, вместе с XII Молниеносным легионом. Об этом периоде истории легиона известно мало подробностей. В 75 году вексилляции XVI Стойкого Флавиева, IV Скифского, III Галльского и VI Железного легионов были привлечены к строительству канала и моста в Антиохии.
XVI Стойкий Флавиев легион принимал участие в парфянском походе Траяна в 114—117 годах. Преемник Траяна Адриан заменил XVI Стойкий Флавиев легион в Сатале на XV Аполлонов легион и отправил его в Самосату на Евфрате. Это был мирный период для легиона, так что не удивительно, что были обнаружены доказательства гражданской деятельности легиона, например, строительство туннеля возле Селевкии Пиерии. Вексилляция легиона отправлялась на подавление восстания Бар-Кохбы в Иудее в 132—135 годах.
Одна из надписей времён правления Антонина Пия называет его «Flavia Fidelis» (рус. Флавиев Верный). Из другой надписи, относящейся к тому же периоду, известно, что вексилляция легиона располагалась возле Селевкии Пиерии. XVI Стойкий Флавиев легион принимал участие в кампании императора Луция Вера против парфян, предпринятой в качестве ответной меры на разгром римской армии в Армении. В результате была завоевана Месопотамия. Таким образом, впервые за полвека легион использовался в крупномасштабном походе.
XVI Стойкий Флавиев легион, должно быть, принимал участие в двух парфянских кампаниях императора Септимия Севера (194 и 197—198 годы), которые завершились захватом парфянской столицы Ктесифона и созданием провинции Месопотамия. Позже легион участвовал в парфянском походе Каракаллы. В правление династии Северов XVI Стойкий Флавиев легион получил почётное прозвище «Северов».
Одним из последствий создания провинции Месопотамия была реорганизация областей, расположенных на Верхнем Евфрате, которые больше не являлись пограничными территориями, которым постоянно угрожала опасность иноземного вторжения. В конце концов, два легиона, I и III Парфянский, были размещены дальше на восток в районе между Евфратом и Тигром. В ходе реорганизации старой приграничной зоны солдаты XVI Стойкого Флавиева легиона, отныне являвшегося стратегическим резервом, под командованием легата Луция Мария Перпетва построили мост через реку Ханиба (современная Джендере Чайи). Этот мост до сих пор используется и приводит к великолепному горному святилищу в Немрут-Даг. Вексилляции XVI Стойкого Флавиева и IV Скифского легиона находились около 210 года под общим командованием центуриона Антония Валентина в крепости Дура-Европос, где они занимались починкой святилища Митры.
В III веке база легиона была перенесена из Самосаты в Суру. Может быть, это произошло уже в правление Септимия Севера или только после разрушения Самосаты Шапуром I в 260 году.
XVI Стойкий Флавиев легион, скорее всего, участвовал в кампании Александра Севера против нового противника, наследовавшего Парфянскому царству — государства Сасанидов. Однако и после этого конфликт продолжился. В ходе борьбы Римское государство потеряло Месопотамию. В 260 году персами был взят в плен император Валериан I. Однако пальмирскому правителю Оденату удалось стабилизировать ситуацию в восточных провинциях. Диоклетиан продолжал борьбу против Сасанидов, заключив с ними в 298 году мирный договор, по которому персы возвращали Риму северную Месопотамию. XVI Стойкий Флавиев легион, должно быть, сыграл определенную роль в этих событиях, но у нас нет почти никакой об этом информации.
В начале V века XVI Стойкий Флавиев легион последний раз упоминается в источниках. Согласно Notitia Dignitatum, он находился под командованием дукса Сирии и дислоцировался вместе со своим префектом в Суре, которая относилась к провинции Августа Евфратская.